# Camelini
A Camelini az emlősök (Mammalia) osztályának párosujjú patások (Artiodactyla) rendjébe, ezen belül a tevefélék (Camelidae) családjába tartozó nemzetség.

## Tudnivalók
A Camelini nemzetség-taxont 1821-ben, John Edward Gray brit zoológus alkotta meg; 1994-ben pedig Stanley és társai beillesztették a Camelinae alcsaládba. A nemzetség típusneme és egyetlen olyan neme, melyben még léteznek élő fajok, a Camelus. Az első fajok az eocén korban jelentek meg, és az idők során benépesítették Ázsiát, Észak-Amerikát és Afrikát. Legalább egy, Dél-Amerikába is eljutott.

## Rendszerezés
A nembe az alábbi nemek tartoznak (meglehet, hogy a lista hiányos):
- †Aepycamelus MacDonald, 1956 - kora-késő miocén; szinonimái: Alticamelus, Homocamelus
- †Aguascalientia Stevens, 1977 - miocén
- †Alforjas Harrison, 1979 - miocén-kora pliocén
- †Australocamelus Patton, 1969 - miocén
- †Blancocamelus Dalquest, 1975 - pliocén-pleisztocén
- †Camelops Leidy, 1854 - pleisztocén-kora holocén
- teve (Camelus) Linnaeus, 1758 - típusnem
- †Cuyamacamelus Kelly, 1992 - miocén
- †Eulamaops Ameghino, 1889 - pleisztocén
- †Floridatragulus Patton, 1969 - miocén; szinonimája: Hypermekops
- †Gentilicamelus Loomis, 1936 - oligocén-kora miocén
- †Gigantocamelus Barbour & Schultz, 1939 - pliocén-kora pleisztocén
- †Hesperocamelus Barbour & Schultz, 1939 - miocén
- †Megacamelus Frick, 1929 - miocén-pliocén
- †Megatylopus Matthew & Cook, 1909 - miocén
- †Michenia Frick & Taylor, 1971 - oligocén-kora pliocén
- †Miotylopus Schlaikjer, 1935 - oligocén-miocén; szinonimája: Dyseotylopus
- †Nothokemas White, 1940 - oligocén-miocén
- †Oxydactylus - késő oligocén-középső miocén
- †Palauchenia
- †Paracamelus Schlosser, 1903 - pliocén-pleisztocén
- †Paralabis McKenna, 1966 - oligocén
- †Paratylopus Matthew, 1909 - eocén-oligocén
- †Pliauchenia Cope, 1875 - pliocén
- †Poebrodon Gazin, 1955 - pliocén-kora pleisztocén
- †Poebrotherium Leidy, 1847 - késő eocén-kora oligocén
- †Priscocamelus Gazin, 1955 - pliocén-kora pleisztocén
- †Procamelus Leidy, 1858 - középső-késő miocén
- †Protolabis Cope, 1876 - pliocén-kora pleisztocén
- †Pseudolabis Matthew, 1904 - pliocén-kora pleisztocén
- †Tanymykter Honey & Taylor, 1978 - miocén
- †Titanotylopus Barbour & Schultz, 1934 - késő miocén-késő pleisztocén

## Fordítás
- Ez a szócikk részben vagy egészben  a   Camelini című angol Wikipédia-szócikk ezen változatának fordításán alapul.  Az eredeti cikk szerkesztőit annak laptörténete sorolja fel. Ez a jelzés csupán a megfogalmazás eredetét és a szerzői jogokat jelzi, nem szolgál a cikkben szereplő információk forrásmegjelöléseként.